# أبو بريص أطلس النهاري
أبو بريص أطلس النهاري هو نوع من السحالي في عائلة ذات الأصابع الكروية. هذا النوع مستوطن في المغرب.
هذا النوع هو نهاري، ويتكيف مع المناخات الباردة. وموطنه الطبيعي هي المناطق الصخرية.

## أماكن التواجد
يستوطن هذا النوع في جبال الأطلس الكبير بالمغرب على ارتفاعات تتراوح من 1400 متر إلى 4000 متر.